# Tiro com arco nos Jogos Europeus de 2023
As competições de tiro com arco na terceira edição dos Jogos Europeus, realizada em Cracóvia, na Polônia, foram disputadas entre os dias 23 e 29 de junho totalizando oito provas, sendo cinco com arco recurvo, espelhando os cinco eventos olímpicos de 2024, e três provas com arcos compostos, que não são mais utilizados em competições olímpicas, mas são utilizados em competições paraolímpicas.
Ao todo, 124 atletas de 36 Comitês Olímpicos Nacionais participaram dos eventos, sendo que três destes de arco recurvo ainda serviram como qualificação continental europeia aos Jogos Olímpicos de Verão de 2024, disputado em Paris, na França.

## Qualificação
A World Archery Europe anunciou 118 dos 128 arqueiros a serem convidados em 10 de maio de 2023, após a conclusão dos eventos finais de qualificação em Lilleshall, na Inglaterra. Dez vagas de universalidade, 5 cada no recurvo individual masculino e feminino, ainda precisavam ser alocados. As provas por equipes mistas, ao contrário do recurvo por equipes masculino e feminino, não receberam vagas próprias; no evento, 24 CONs classificaram pelo menos um homem e uma mulher no recurvo para se classificarem para as provas de recurvo por equipes mistas, com possibilidade de novas equipes após a confirmação das vagas universais. Além disso, nove nações qualificaram pelo menos um homem e uma mulher na categoria composta e, portanto, estão qualificadas para o evento de equipe mista composta.
| CONs          | Recurvo              | Recurvo          | Recurvo             | Recurvo         | Recurvo      | Composto             | Composto            | Composto     | Total |
| CONs          | Individual masculino | Equipe masculina | Individual feminino | Equipe feminina | Equipe mista | Individual masculino | Individual feminino | Equipe mista | Total |
| ------------- | -------------------- | ---------------- | ------------------- | --------------- | ------------ | -------------------- | ------------------- | ------------ | ----- |
| Áustria       | 1                    |                  | 1                   |                 | X            |                      |                     |              | 2     |
| Azerbaijão    |                      |                  | 1                   |                 |              |                      |                     |              | 1     |
| Bélgica       | 1                    |                  | 1                   |                 | X            |                      | 1                   |              | 3     |
| Bulgária      | 1                    |                  | 1                   |                 | X            |                      |                     |              | 2     |
| Croácia       | 1                    |                  |                     |                 |              |                      |                     |              | 1     |
| Chipre        | 1                    |                  | 1                   |                 | X            |                      |                     |              | 2     |
| Chéquia       | 1                    |                  | 1                   |                 | X            |                      |                     |              | 2     |
| Dinamarca     | 1                    |                  | 3                   | X               | X            | 1                    | 1                   | X            | 6     |
| Estónia       |                      |                  | 1                   |                 |              | 1                    | 1                   | X            | 3     |
| Finlândia     | 1                    |                  | 1                   |                 | X            |                      | 1                   |              | 3     |
| França        | 3                    | X                | 3                   | X               | X            | 1                    | 1                   | X            | 8     |
| Geórgia       |                      |                  | 1                   |                 |              |                      |                     |              | 1     |
| Alemanha      | 1                    |                  | 3                   |                 | X            | 1                    | 1                   | X            | 6     |
| Reino Unido   | 3                    | X                | 3                   | X               | X            |                      | 1                   |              | 7     |
| Grécia        | 1                    |                  | 1                   |                 | X            | 1                    |                     |              | 3     |
| Hungria       | 1                    |                  |                     |                 |              | 1                    |                     |              | 2     |
| Islândia      |                      |                  | 1                   |                 |              |                      |                     |              | 1     |
| Irlanda       | 1                    |                  | 1                   |                 | X            |                      |                     |              | 2     |
| Israel        | 1                    |                  | 1                   |                 | X            | 1                    |                     |              | 3     |
| Itália        | 3                    | X                | 3                   | X               | X            | 1                    | 1                   | X            | 8     |
| Kosovo        | 1                    |                  |                     |                 |              |                      |                     |              | 1     |
| Letônia       | 1                    |                  |                     |                 |              |                      | 1                   |              | 2     |
| Lituânia      |                      |                  | 1                   |                 |              | 1                    |                     |              | 2     |
| Luxemburgo    | 1                    |                  |                     |                 |              |                      | 1                   |              | 2     |
| Moldávia      | 1                    |                  | 1                   |                 | X            |                      |                     |              | 2     |
| Países Baixos | 3                    | X                | 1                   |                 | X            | 1                    | 1                   | X            | 6     |
| Polónia       | 3                    | X                | 3                   | X               | X            | 1                    | 1                   | X            | 8     |
| Portugal      | 1                    |                  |                     |                 |              |                      |                     |              | 1     |
| Roménia       | 1                    |                  | 1                   |                 | X            |                      |                     |              | 2     |
| Eslováquia    | 1                    |                  | 1                   |                 | X            | 1                    |                     |              | 3     |
| Eslovênia     | 1                    |                  | 3                   | X               | X            | 1                    |                     |              | 5     |
| Espanha       | 3                    | X                | 1                   |                 | X            | 1                    | 1                   | X            | 6     |
| Suécia        | 1                    |                  | 1                   |                 | X            | 1                    |                     |              | 3     |
| Suíça         | 3                    | X                | 1                   |                 | X            |                      |                     |              | 4     |
| Turquia       | 1                    |                  | 3                   | X               | X            | 1                    | 1                   | X            | 6     |
| Ucrânia       | 3                    | X                | 1                   |                 | X            |                      | 1                   |              | 5     |
| 36 CONs       | 47                   | 8                | 46                  | 8               | 25           | 16                   | 15                  | 9            | 124   |

## Medalhistas

### Recurvo
| Event                | Ouro                                                          | Prata                                                    | Bronze                                                        |
| -------------------- | ------------------------------------------------------------- | -------------------------------------------------------- | ------------------------------------------------------------- |
| Individual masculino | Florian Unruh · Alemanha                                      | Miguel Alvariño · Espanha                                | Pablo Acha · Espanha                                          |
| Equipes masculinas   | Itália · Federico Musolesi · Mauro Nespoli · Alessandro Paoli | Espanha · Pablo Acha · Miguel Alvariño · Andrés Temiño   | Suíça · Keziah Chabin · Florian Faber · Thomas Rufer          |
| Individual feminino  | Penny Healey · Grã-Bretanha                                   | Elia Canales · Espanha                                   | Chiara Rebagliati · Itália                                    |
| Equipes femininas    | Reino Unido · Penny Healey · Bryony Pitman · Jaspreet Sagoo   | França · Audrey Adiceom · Lisa Barbelin · Caroline Lopez | Itália · Tatiana Andreoli · Lucilla Boari · Chiara Rebagliati |
| Equipes mistas       | Espanha · Miguel Alvariño · Elia Canales                      | Ucrânia · Ivan Kozhokar · Anastasiia Pavlova             | Alemanha · Florian Unruh · Michelle Kroppen                   |

### Composto
| Event                | Ouro                                   | Prata                                             | Bronze                             |
| -------------------- | -------------------------------------- | ------------------------------------------------- | ---------------------------------- |
| Individual masculino | Jozef Bošanský · Eslováquia            | Marco Bruno · Itália                              | Emircan Haney · Turquia            |
| Individual feminino  | Elisa Roner · Itália                   | Ella Gibson · Grã-Bretanha                        | Hazal Burun · Turquia              |
| Equipes mistas       | Estónia · Robin Jäätma · Lisell Jäätma | Dinamarca · Mathias Fullerton · Tanja Gellenthien | Itália · Marco Bruno · Elisa Roner |

## Quadro de medalhas
| Ordem | País        | Medalha de ouro | Medalha de prata | Medalha de bronze | Total |
| ----- | ----------- | --------------- | ---------------- | ----------------- | ----- |
| 1     | Itália      | 2               | 1                | 3                 | 6     |
| 2     | Reino Unido | 2               | 1                | 0                 | 3     |
| 3     | Espanha     | 1               | 3                | 1                 | 5     |
| 4     | Alemanha    | 1               | 0                | 1                 | 1     |
| 5     | Estónia     | 1               | 0                | 1                 | 1     |
| 5     | Eslováquia  | 1               | 0                | 1                 | 1     |
| 7     | Dinamarca   | 0               | 1                | 0                 | 1     |
| 7     | França      | 0               | 1                | 0                 | 1     |
| 7     | Ucrânia     | 0               | 1                | 0                 | 1     |
| 10    | Turquia     | 0               | 0                | 2                 | 2     |
| 11    | Suíça       | 0               | 0                | 1                 | 1     |
| Total | Total       | 8               | 8                | 8                 | 24    |

## Qualificação aos Jogos Olímpicos de 2024
A competição de tiro com arco nos Jogos Europeus de 2023 foi um evento de qualificação direta ao programa em Paris 2024. Um total de 6 vagas foram concedidos em três eventos:
| Evento                       | Forma de qualificação | Vagas | CONs                        |
| ---------------------------- | --- | ----- | --------------------------- |
| Recurvo Equipes Mistas       | Um CON de equipe mista mais bem colocada ganharia uma (1) vaga feminina e uma (1) masculina para um total de duas (2) vagas. | 2     | ESP Espanha (2)             |
| Recurvo Individual Masculino | Os CONs dos dois (2) atletas mais bem colocados de diferentes CONs ganhariam, cada um, uma (1) vaga no respectivo gênero.    | 2     | GER Alemanha MDA Moldávia   |
| Recurvo Individual Feminino  | Os CONs dos dois (2) atletas mais bem colocados de diferentes CONs ganhariam, cada um, uma (1) vaga no respectivo gênero.    | 2     | GBR Grã-Bretanha ITA Itália |
| Total de vagas               | Total de vagas | 6     | 6                           |